# Maltezerkruismechanisme

Extern uitgevoerd maltezerkruismechanisme

Intern uitgevoerd maltezerkruismechanisme.

Het maltezerkruismechanisme is een mechanisme dat een continu roterende beweging omzet in een roterende beweging met tussenpozen. De werking van dit intermitterend mechanisme berust gedeeltelijk op die van een kruk-sleufmechanisme.

## Naam
De naam maltezerkruismechanisme verwijst naar de overeenkomst in verschijningsvorm met het Maltezer kruis. In Engelssprekende landen wordt dit mechanisme meestal aangeduid met de term Geneva drive omdat een van de vroegste toepassingen werd gevonden in Zwitserse horloges.

## Werking
Op het aandrijvende wiel is een pen gemonteerd die bij elke rotatie in een gleuf van het aangedreven wiel schuift, en dit laatste wiel één stap vooruit beweegt. Naast de pen heeft het aandrijvende wiel soms nog een uitstekende ronding. Deze blokkeert tijdens een deel van de rotatie de draaiing van het aangedreven wiel op die momenten dat de pen niet in contact is met het aangedreven wiel (zie het bovenste voorbeeld hiernaast).
Het aantal gleuf-pencombinaties varieert naargelang de toepassing. Bijvoorbeeld bij een toepassing met vier gleuven in het aangedreven wiel wordt bij iedere rotatie van het aandrijvende wiel het aangedreven wiel 90° vooruit gedraaid. Bij een aangedreven wiel met n gleuven wordt dit wiel (360/n)° vooruit gedraaid per rotatie van het aandrijvende wiel.
Dit mechanisme vereist zeer nauwkeurige afmetingen, en dient te allen tijde goed en continu gesmeerd te worden, bijvoorbeeld door het continu ondergedompeld te houden in een oliebad.

## Toepassingen
Een veel gebruikte toepassing is te vinden in de klassieke filmprojectoren, waarbij de film bestaat uit een serie plaatjes die in een tempo van 24 plaatjes per seconde aan de kijker wordt getoond om een continu bewegende illusie te creëren. Eén plaatje dient dus 1/24 seconde stil te staan. Het maltezerkruismechanisme is hiervoor zeer geschikt.
Andere toepassingen kunnen bijvoorbeeld gevonden worden in klokmechanismen, plotters, of lopendebandwerk waar het product steeds even moet stilstaan om eraan te werken.